# (5204) Héraclite
(5204) Héraclite, désignation internationale (5204) Herakleitos, est un astéroïde de la ceinture principale.

## Description
(5204) Héraclite est un astéroïde de la ceinture principale. Il fut découvert par Eric Walter Elst le 11 février 1988 à La Silla. Il présente une orbite caractérisée par un demi-grand axe de 3,13 UA, une excentricité de 0,14 et une inclinaison de 0,86° par rapport à l'écliptique.
Il fut nommé en hommage à Héraclite d'Éphèse, philosophe grec de la fin du VIe siècle av. J.-C.

## Compléments